# Боярский, Иосиф Яковлевич
Ио́сиф Я́ковлевич Боя́рский (7 ноября 1917, Москва — 12 марта 2008, там же) — советский организатор кинопроизводства, мультипликатор, директор кукольного объединения студии «Союзмультфильм». Заслуженный работник культуры Российской Федерации (1998).

## Биография
Родился в Москве в семье Якова Иосифовича Боярского-Шимшелевича и Анны Исидоровны Арлюк. В начале 1924 года дедушка водил его, 6-летнего, на Красную площадь на похороны Ленина[значимость факта?].
В 1936 году был призван в Красную армию и направлен в 1-е Ленинградское военно-авиационное училище имени Ворошилова, которое окончил в 1938 году. До 1943 года был преподавателем военной академии, эвакуированной в Уральск. В 1943—1944 годах — в Военно-воздушной инженерной академии имени Н. Е. Жуковского. С 1946 по 1948 года был зам. директора картины на «Союздетфильме», в 1949—1950 годах — зам. начальника отдела Главпромтехснаба. В 1950—1951 годах работал старшим администратором на Ереванской и Куйбышевской киностудии. В 1952 году окончил экономический факультет ВГИКа.
В 1952—1960 годах был директором картин на Свердловской киностудии, режиссёром киноотдела Министерства транспортного строительства СССР, режиссёром рекламных фильмов кинолаборатории Розоргрекламы Министерства торговли РСФСР.
С 1960 года — режиссёр на «Союзмультфильме», а в 1963—1978 годах — директор творческого объединения кукольных фильмов студии.

Расцвет кукольной анимации в «Союзмультфильме», безусловно, связан с именем Иосифа Яковлевича. Боярский был человеком бесконечно весёлым и оптимистичным и очень образованным. Он не был членом партии, а значит не был ангажирован. Именно благодаря ему на кукольной студии можно было реализовать самые смелые и новые идеи.
— Юрий Норштейн, РИА Новости, 13 марта 2008
Боярский был у истоков создания мультипликационного отделения на Высших курсах сценаристов и режиссёров, в 1979—2000 годах был деканом факультета режиссёров мультипликационного кино Высших курсов.
 Член Союза кинематографистов СССР (Москва).
Скончался 12 марта 2008 года в Москве. Похоронен на Богородском кладбище.

### Семья
Жена — Зоя Константиновна Боярская.

## Фильмография

### Режиссёр
- ? — А как у Вас?[8]
- 1955 — Одежда для детей[8]
- 1956 — Спортивная одежда[8]
- 1959 — Сахарная кукуруза[8]
- 1959 — Необычный кросс[8]
- 1960 — Про козла (совместно с В. Курчевским)
- 1961 — Наш доктор
- 1961 — Необычный кросс[9]
- 1962 — Банальная история
- 1962 — Летающий пролетарий (совместно с И. Ивановым-Вано)
- 1963 — Москвичок
- 1964 — Московские новости
- 1965 — Незаслуженный пенсионер (сюжет киножурнала «Фитиль» № 37)
- 1965 — Часы[10]
- 1969 — Новая Шахерезада[9]
- 1978 — Играйте в «Спортлото» (по заказу Главспортлото)[11]
- 1979 — Волшебное озеро (совместно с И. Ивановым-Вано)

### Директор
- 1970 — Юноша Фридрих Энгельс
- 1988 — Марафон
- 1998 — Ночь пришла
- 2001 — Соседи

## Награды и звания
- 1998 — Заслуженный работник культуры Российской Федерации[12];
- 2007 — Почётный приз «За вклад в развитие отечественной анимации» на XII фестивале анимационного кино в Суздале[13].